# 2004 DL71
2004 DL71, também escrito como 2004 DL71, é um objeto transnetuniano que está localizado no Cinturão de Kuiper, uma região do Sistema Solar. Este corpo celeste é classificado como um cubewano. Ele possui uma magnitude absoluta de 7,1 e tem um diâmetro estimado com 167 km.

## Descoberta
2004 DL71 foi descoberto no dia 27 de fevereiro de 2004 pelo astrônomo Marc W. Buie.

## Órbita
A órbita de 2004 DL71 tem uma excentricidade de 0,000 e possui um semieixo maior de 44,244 UA. O seu periélio leva o mesmo a uma distância de 44,244 UA em relação ao Sol e seu afélio a 44,244 UA.